# St. Helen (Michigan)
St. Helen is een plaats (census-designated place) in de Amerikaanse staat Michigan, en valt bestuurlijk gezien onder Roscommon County.

## Demografie
Bij de volkstelling in 2000 werd het aantal inwoners vastgesteld op 2993.

## Geografie
Volgens het United States Census Bureau beslaat de plaats een oppervlakte van
15,4 km², waarvan 13,1 km² land en 2,3 km² water.

## Plaatsen in de nabije omgeving
De onderstaande figuur toont nabijgelegen plaatsen in een straal van 36 km rond St. Helen.